# The Babysitter (film, 2017)
Cet article concerne le film de 2017. Pour le film de 1995, voir The Babysitter (film, 1995).
Pour les articles homonymes, voir The Babysitter et La Baby-sitter (homonymie).
Série The Babysitter
The Babysitter: Killer Queen
(2020)
Pour plus de détails, voir Fiche technique et Distribution.
The Babysitter est une comédie horrifique américaine réalisée par McG et sortie en 2017 sur Netflix.
Le film met en scène Cole Johnson qui est un jeune adolescent de douze ans qui se fait harceler de façon récurrente par plusieurs de ses voisins. Intelligent mais naïf, la seule échappatoire de Cole est sa baby-sitter, Bee, une jeune femme charismatique et très jolie. Bee est la seule personne qui ne traite pas Cole comme un enfant et un lien très fort leur permet de se considérer comme des amis. Mais un soir, alors que Cole espionne Bee, ce dernier pensant que la jeune fille invite des garçons quand il dort, il la surprend avec un groupe de jeunes en train de tuer un garçon et de récupérer son sang. Bee est la leader d'une secte dont le but est d'invoquer un démon.
Une suite, The Babysitter: Killer Queen, sort trois ans plus tard.

## Synopsis
Cole Johnson, âgé de douze ans, est un enfant naïf mais intelligent qui tente de s'intégrer à tout le monde et qui est traité comme un bébé par ses parents. Quand il est intimidé par son voisin Jeremy, sa baby-sitter Bee lui arrive en aide et réussit à faire fuir ses intimidateurs. Le lendemain, lorsque ses parents sortent pour passer la nuit dans un hôtel, Bee et Cole passent du bon temps ensemble jusqu'à ce que ce dernier doive aller se coucher. Cole est encouragé par un message de sa voisine et meilleure amie Mélanie pour aller voir ce que Bee fait après s'être couché. À sa grande surprise, il voit ce qui ressemble à Bee et à plusieurs de ses amis du lycée : Max, John, Allison, Sonya et Samuel. Ils jouent à une version d'action ou vérité dont il se sert du goulot d'une bouteille pour désigner qui fera action ou vérité. Cependant, comme Bee embrasse Samuel, elle tire deux dagues derrière son dos et le poignarde dans le crâne. Les autres recueillent le sang de Samuel, se révélant être des membres d'un culte démoniaque. Cole se précipite dans sa chambre où il appelle les urgences, met ses chaussures et trouve un couteau de poche. Il fait semblant d'être endormi lorsque Bee et les membres du culte entrent dans sa chambre pour prélever un échantillon de sang. Après leur départ, il tente de s'échapper par la fenêtre mais Bee reste dans la pièce, et Cole s'épuise par ses efforts.
En compagnie des membres de la secte, Bee interroge Cole, tout en repoussant ses questions en disant que c'est pour un exposé de SVT. Quand la police arrive, Max tue un policier avec un tisonnier brûlant, mais ce dernier blesse accidentellement Allison par balle, alors que Bee et Max tuent l'autre policier. Bee force Cole à leur donner le code de la police pour rassurer les autres policiers. Alors qu'Allison se plaint de sa blessure par arme à feu, Cole s'enfuit, poursuivi par John, mais Cole réussit à lui faire perdre l'équilibre au sommet de l'escalier et se fait empaler sur un trophée de verre.
Cole s'échappe par la fenêtre de sa chambre et se cache au sous-sol. Bien que Sonya le trouve, il la piège dans le sous-sol puis allume une fusée de feu d'artifice et un spray anti-insectes pour la faire exploser. Max apprécie l'ingéniosité de Cole. Il poursuit ensuite le jeune garçon dans la maison perchée de son jardin mais est tué quand il tombe et se fait pendre avec la corde de la balançoire. Cole s'enfuit dans la maison de Melanie et, après l'avoir embrassée, demande à Melanie d'appeler la police.
Cole retourne à sa maison pour trouver Allison, qui tente de le tuer avec un couteau de cuisine ; mais elle est abattue dans la tête avec un fusil de chasse par Bee. Bee explique à Cole que quand elle était jeune, elle a fait un pacte avec le diable pour obtenir tout ce qu'elle voulait mais en échange elle doit sacrifier des innocents et en répandant le sang d'un sacrifice avec le sang d'un innocent sur un livre ancien en récitant une phrase qui permet de valider le sacrifice. Même si elle veut que Cole se joigne à sa cause, Cole brûle le livre de sortilèges. Il se précipite chez Melanie pour prendre la voiture de son père et la conduit directement vers sa maison alors que Bee est dans le salon. Après avoir détruit son salon et s'être écrasé sur elle, ils ont un dernier adieu émouvant avant que Cole ne sorte de la maison. Lorsque la police et l'équipe d'urgence arrivent, Cole dit à ses parents qu'il n'a plus besoin d'une baby-sitter. Plus tard, un pompier qui traverse la maison de Cole est attaqué par Bee qui est toujours vivante.

## Fiche technique
Sauf indication contraire, les informations mentionnées dans cette section peuvent être confirmées par la base de données cinématographiques IMDb,  présente dans la section « Liens externes ».
- Titre original : The Babysitter
- Réalisation : McG
- Scénario : Brian Duffield
- Décors : Kristen Vallow
- Costumes : Hannah Jacobs
- Photographie : Shane Hurlbut
- Montage : Martin Bernfeld et Peter Gvozdas
- Musique : Douglas Pipes
- Production : McG, Zack Schiller et Mary Viola
- Producteurs délégués : Steven Bello, Alexander Boies, Brian Duffield, James McGough et David Siegel
- Sociétés de production : Wonderland Sound and Vision et Boies/Schiller Film Group Production
- Société de distribution : Netflix
- Pays de production :  États-Unis
- Langues originales : anglais
- Format : Couleur - 2.35 : 1 - son Dolby Digital
- Genre : Comédie horrifique
- Durée : 85 minutes
- Date de sortie : 13 octobre 2017 (sur Netflix)

## Distribution
Légende : VFB = 1er doublage réalisé en Belgique / VF = 2e doublage réalisé en France
- Samara Weaving (VFB : Helena Coppejans ; VF : Élisabeth Ventura) : Bee
- Judah Lewis (VFB : Maxime Van Santfoort ; VF : Enzo Ratsito) : Cole Johnson
- Hana Mae Lee (VFB : Dorothée Schoonooghe ; VF : Lila Lacombe) : Sonya
- Robbie Amell (VFB : Michelangelo Marchese ; VF : Anatole de Bodinat) : Max
- Bella Thorne (VFB : Sophie Frison ; VF : Élodie Menant) : Allison
- Andrew Bachelor (VFB : Olivier Prémel ; VF : Jhos Lican) : John Baptiste
- Emily Alyn Lind (VFB : Ludivine Deworst ; VF : Lisa Caruso) : Melanie
- Leslie Bibb (VFB : Marcha Van Boven ; VF : Pamela Ravassard) : Phyliss Johnson[note 1]
- Ken Marino (VFB : Karim Barras ; VF : Antoine Nouel) : Archie Johnson[note 1]
- Doug Haley (VFB : Thibaut Delmotte) : Samuel
- Miles J. Harvey (VFB : Brieuc Lemaire ; VF : Antoine Khorsand) : Jeremy
- Zachary Alexander Rice : Luis
- Samuel Gilbert (VF : Nicolas Dussaut) : Romeo
- Chris Wylde (VF : Benoît du Pac) : Juan[note 1]
- Carl McDowell (VF : Frantz Confiac) : Mr. « Big Carl » Davis[note 1]
- Mark Mammone et Jean Claude Leuyer : les policiers

Version francophone belge réalisée par Sonicfilm ; direction artistique : Cécile Florin ; adaptation des dialogues : Sophie Servais
Version francophone française réalisée par Cinéphase ; direction artistique : Benoît du Pac ; adaptation des dialogues : Yannick Ladroyes Del Rio ; enregistrement : Valentin Bouec ; mixage : Pascal Jimenez
 Source et légende : version française (VF) sur RS Doublage et le carton de doublage du film sur Netflix ; version francophone belge (VFB) sur AlloDoublage

## Production

### Développement
En novembre 2014, il est annoncé que le script du film avait été acheté par la société de production de McG, Wonderland Sound and Vision, lors d'une vente aux enchères. Mais la production du film ne démarre pas et le script fini par être publié en fin d'année sur The Black List.
En septembre 2015, McG dévoile qui réalisera le film et qu'il sera co-produit avec la société Boies/Schiller Film Group Production. Il est également annoncé que le studio New Line Cinema distribuera le film. Néanmoins, en décembre 2016, alors que le tournage est terminé, il est annoncé que New Line Cinema a vendu les droits du film au service Netflix pour une somme inconnue. Le service récupère donc le film pour le distribuer en tant que Film original et annonce sa sortie pour le 13 octobre 2017.

### Tournage
Le tournage du film a débuté le 27 octobre 2015 à Los Angeles.

## Accueil critique
Le film reçoit généralement des critiques positives. Sur le site agrégateur de critiques Rotten Tomatoes, il obtient un score de 72 % de critiques positives, avec une note moyenne de 6,19/10 sur la base de 21 critiques positives et 8 négatives. Le consensus critique établi par le site résume que « divertissant bien que peu original, The Babysitter fait fonctionner les ingrédients si familier de ce genre avec sa réalisation énergique et sa bonne distribution ».

## Suite
En 2019, Netflix annonce la production d'une suite avec le retour de McG à la réalisation et à la production. Il est également annoncé que Judah Lewis, Bella Thorne, Robbie Amell, Hana Mae Lee, Andrew Bachelor, Ken Marino et Leslie Bibb devraient reprendre leurs rôles.
Intitulé The Babysitter: Killer Queen, le film suivra Cole deux ans après les événements du premier film. Lors d'une soirée entre amis, plusieurs membres de la secte feront leurs retour, obligeant Cole à les affronter une seconde fois. Cette suite est sortie en 2020, toujours sur Netflix.